# Куцборк
Куцборк (пол. Kucbork, нім. Kutzburg) — село в Польщі, у гміні Вельбарк Щиценського повіту Вармінсько-Мазурського воєводства.
Населення — 272 особи (2011).

## Демографія
Демографічна структура станом на 31 березня 2011 року:
|          | Загалом | Допрацездатний вік | Працездатний вік | Постпрацездатний вік |
| -------- | ------- | ------------------ | ---------------- | -------------------- |
| Чоловіки | 146     | 34                 | 99               | 13                   |
| Жінки    | 126     | 30                 | 70               | 26                   |
| Разом    | 272     | 64                 | 169              | 39                   |